# Episodi di Futurama (seconda stagione)
La seconda stagione della serie animata Futurama, composta da diciannove episodi, è andata in onda originariamente negli Stati Uniti d'America dal 21 novembre 1999 al 3 dicembre 2000 su Fox. La versione italiana è stata trasmessa dal 12 ottobre 2000 al 6 dicembre 2002 su Italia 1. Questa stagione è stata replicata su Italia 1 nel formato 16:9 in pillarbox.
| N° | Codice di produzione | Titolo italiano              | Titolo originale                         | Prima TV USA     | Prima TV Italia  |
| -- | -------------------- | ---------------------------- | ---------------------------------------- | ---------------- | ---------------- |
| 1  | 2ACV01               | Il chip delle emozioni       | I Second That Emotion                    | 21 novembre 1999 | 2 novembre 2000  |
| 2  | 2ACV02               | Zapp attore                  | Brannigan Begin Again                    | 27 novembre 1999 | 4 novembre 2000  |
| 3  | 2ACV03               | Un colpo di testa            | A Head in the Polls                      | 12 dicembre 1999 | 7 novembre 2000  |
| 4  | 2ACV04               | Storia di Natale             | Xmas Story                               | 19 dicembre 1999 | 21 dicembre 2000 |
| 5  | 2ACV05               | Crostaceo in amore           | Why Must I Be A Crustacean in Love?      | 6 febbraio 2000  | 12 ottobre 2000  |
| 6  | 2ACV07               | San Valentino decollato      | Put Your Head On My Shoulder             | 13 febbraio 2000 | 11 novembre 2000 |
| 7  | 2ACV06               | Il male minore               | Lesser of Two Evils                      | 20 febbraio 2000 | 14 novembre 2000 |
| 8  | 2ACV08               | Il Bender furioso            | Raging Bender                            | 27 febbraio 2000 | 16 novembre 2000 |
| 9  | 2ACV09               | Hai voluto il biciclope?     | A Bicyclops Built for Two                | 19 marzo 2000    | 21 novembre 2000 |
| 10 | 2ACV11               | L'onore ritrovato            | How Hermes Requisitioned His Groove Back | 2 aprile 2000    | 23 novembre 2000 |
| 11 | 2ACV10               | Il mio clone                 | A Clone of my Own                        | 9 aprile 2000    | 28 novembre 2000 |
| 12 | 2ACV12               | Profondo Sud                 | The Deep South                           | 16 aprile 2000   | 30 novembre 2000 |
| 13 | 2ACV13               | La benda e la banda          | Bender Gets Made                         | 30 aprile 2000   | 5 dicembre 2000  |
| 14 | 2ACV15               | Il cibo parlante             | The Problem with Popplers                | 7 maggio 2000    | 7 dicembre 2000  |
| 15 | 2ACV14               | Il giorno della mamma        | Mother's Day                             | 14 maggio 2000   | 12 dicembre 2000 |
| 16 | 2ACV16               | Il gioco del Se Fossi...     | Anthology of Interest 1                  | 21 maggio 2000   | 14 dicembre 2000 |
| 17 | 2ACV18               | La macchina satanica         | The Honking                              | 5 novembre 2000  | 9 ottobre 2001   |
| 18 | 2ACV17               | Guerra dell'altro mondo      | War Is The H-Word                        | 26 novembre 2000 | 6 dicembre 2002  |
| 19 | 2ACV19               | Un amore sbucato dal passato | The Cryonic Woman                        | 3 dicembre 2000  | 6 novembre 2001  |

## Il chip delle emozioni
- Sceneggiatura: Patric M. Verrone
- Regia: Mark Ervin
- Messa in onda originale: 21 novembre 1999
- Messa in onda italiana: 2 novembre 2000

Il chip del titolo è quello che il professor Farnsworth installa su Bender per costringerlo a provare emozioni umane. Dopo aver scaricato Mordicchio nel water e senza aver provato alcunché per questo, Bender viene costretto dal chip del professore a provare le stesse emozioni di Leela, la quale era molto legata all'animaletto. Bender scende nelle fogne per recuperare Mordicchio e, assieme ai compari della Planet Express, fa la conoscenza di un popolo di mutanti che vive nel sottosuolo e del terribile "Merendeiro".
- Sottotitolo iniziale: PRODOTTO CON AVANZI DI CARNE (TV)/ PRODOTTO DERIVATO DALLA CARNE (DVD)
- Guest star: David Herman, Lauren Tom, Phil LaMarr, Tress MacNeille e Frank Welker.
- Peculiarità: in una parte si vede che i mutanti venerano una testata nucleare inesplosa come i mutanti nel film Il pianeta delle scimmie.

## Zapp attore
- Sceneggiatura: Lewis Morton
- Regia: Jeffrey Linch
- Messa in onda originale: 28 novembre 1999
- Messa in onda italiana: 4 novembre 2000

La stupidità di Zapp Brannigan causa la distruzione del quartier generale del D.O.O.P., per cui il capitano viene congedato con disonore e ben presto, assieme a Kif, si riduce a vivere come un barbone. Il professor Farnsworth ha pietà di loro e li ingaggia come nuovi membri dell'equipaggio: mentre Kif è felice per essere trattato per la prima volta come un essere senziente e non uno sguattero, Brannigan si trova molto bene con Fry e Bender (sfaticati come lui) e assieme a loro progetta un piano per spodestare Leela dalla sua posizione di capitano della Planet Express e far diventare capitano Zapp. Il piano funziona e Zapp, ora capitano, vuole distruggere un pianeta abitato da esseri neutrali facendo schiantare la navetta. A Fry e Bender non resta che rivolgersi a Leela...
- Sottotitolo iniziale: NON COMPATIBILE CON IL 3000 (TV)/ ANNO 3000 NON COMPLIANT (DVD)
- Guest star: Phil LaMarr e Tress MacNeille.

## Un colpo di testa
- Sceneggiatura: J. Stewart Burns
- Regia: Bret Haaland
- Messa in onda originale: 12 dicembre 1999
- Messa in onda italiana: 7 novembre 2000

Le elezioni per il titolo di Presidente della Terra sono aperte, ma nessuno sembra interessarsene perché i due candidati sono (letteralmente) due cloni. Quando una miniera di titanio crolla intrappolando i robot minatori al suo interno, il valore dell'elemento va alle stelle, perché indispensabile per poter creare altri robot. Il titanio è presente nella composizione di Bender, per cui il robot decide di far soldi vendendo il proprio corpo alla testa di Richard Nixon, il quale decide di sfruttare l'opportunità per candidarsi come Presidente terrestre. Leela e Fry, i quali hanno capito che l'elezione a presidente di Nixon non porterà a nulla di buono, cercheranno di incastrarlo con l'aiuto della testa di Bender in una maniera che ricorda molto lo scandalo Watergate: ci riusciranno, ma Nixon verrà comunque eletto Presidente.
- Sottotitolo iniziale: DALL'EQUIPE DI FUTURAMA (TV)/ DAI CREATORI DI FUTURAMA (DVD)
- Guest star: Claudia Schiffer, Lauren Tom, David Herman e Tress MacNeille.

## Storia di Natale
- Sceneggiatura: David X. Cohen
- Regia: Peter Avanzino
- Messa in onda originale: 19 dicembre 1999
- Messa in onda italiana: 21 dicembre 2000

Nel 3000 Natale si chiama Nasale, ma non è questa l'unica differenza: tempo prima era stato creato anche un Babbo Natale robotico, il quale però era stato programmato male, per cui i suoi standard per giudicare se una persona abbia fatto la brava o no sono estremamente esigenti. Risultato: a Nasale le strade delle città sono deserte perché tutti hanno paura di incontrare il violentissimo Babbo robot. Fry, però, non lo sa e si reca in un negozio di animali per fare un regalo a Leela.
- Sottotitolo iniziale: BASATO SU UNA STORIA VERA
- Guest star: John Goodman (Babbo Natale robot), Conan O'Brien (se stesso), Phil LaMarr, Lauren Tom, David Herman e Tress MacNeille.

## Crostaceo in amore
- Sceneggiatura: Eric Kaplan
- Regia: Brian Sheesley
- Messa in onda originale: 6 febbraio 2000
- Messa in onda italiana: 9 novembre 2000

Zoidberg inizia a comportarsi in modo bizzarro: per quelli della sua specie è giunto il periodo dell'accoppiamento. Per questo chiede ai suoi amici della Planet Express di portarlo sul suo pianeta natale, in modo da partecipare ai rituali. Qui il dottor Zoidberg si innamora di Edna, una "bellissima" aliena. Nonostante (o forse a causa dei) i consigli di Fry, Zoidberg non riesce a riconquistare la sua amata, che invece si innamora dell'umano, spingendo il dottore a sfidarlo in un duello all'ultimo sangue. Nonostante Fry sia sul punto di vincere, capisce che uccidere Zoidberg per una cosa del genere non ha senso, ma proprio mentre i due sembrano fare pace, Edna e gli altri decapotiani vanno ad accoppiarsi, lasciando indietro Zoidberg; tuttavia, alla fine dell'episodio, si scopre che i maschi della sua specie muoiono dopo essersi accoppiati, per cui Zoidberg si salva.
- Sottotitolo iniziale: DAL NETWORK CHE VI HA OFFERTO "I SIMPSON"
- Guest star: Phil LaMarr e Lauren Tom.

## San Valentino decollato
- Sceneggiatura: Ken Keeler
- Regia: Chris Louden
- Messa in onda originale: 13 febbraio 2000
- Messa in onda italiana: 11 novembre 2000

Fry e Amy vanno a fare un giro nello spazio sull'auto di lei, e Fry scopre di essersi innamorato della ragazza; quando lei fa capire di non volere un'avventura ma una storia seria, Fry cerca di farle capire che non è più interessato, ma agitandosi provoca un incidente nel quale rimane gravemente ferito. Il dottor Zoidberg riesce a salvarlo, ma a caro prezzo: impianta infatti la testa di Fry (rimasto decapitato nell'incidente) sul corpo di Amy e costringendoli così a passare insieme la festività di San Valentino. Intanto Bender apre un'agenzia di appuntamenti.
- Sottotitolo iniziale: NON BASATO SULLA NOVELLA DI JAMES FENIMORE COOPER
- Guest star: Phil LaMarr e Lauren Tom.

## Il male minore
- Sceneggiatura: Eric Horsted
- Regia: Chris Suave
- Messa in onda originale: 20 febbraio 2000
- Messa in onda italiana: 14 novembre 2000

Puntata tutta incentrata sul gioco di equivoci tra Bender e Flexo, un robot identico a lui ma con l'unica differenza di un pizzetto magnetico. Il Prof. Farnsworth si serve di entrambi i robot per consegnare un preziosissimo diadema al concorso di Miss Universo, e quando questo viene rubato Fry e Leela sospettano subito di Flexo, ma non tutto è come sembra.
- Sottotitolo iniziale: LA SERIE CHE GUARDA AL PASSATO (TV)/IL PROGRAMMA CHE VI GUARDA (DVD)
- Guest star: Bob Barker (presentatore), Phil LaMarr e Lauren Tom.

## Il Bender furioso
- Sceneggiatura: Lewis Morton
- Regia: Ron Hughart
- Messa in onda originale: 27 febbraio 2000
- Messa in onda italiana: 16 novembre 2000

Al cinema, Bender attacca briga con un massiccio robot e lo stende involontariamente: si scopre che quel robot era un campione della "Lega per il Combattimento fra Robot" e un impresario scrittura Bender per una serie di combattimenti. I primi incontri sono fin troppo facili da vincere, ma ben presto Bender scopre che i match sono pilotati ed è sempre il robot più popolare a vincere; quando la sua popolarità è in calo, gli restano solo due possibilità: o continuare la carriera nei panni dell'imbarazzante "Transbender", o finire distrutto dal suo prossimo avversario. A quel punto Bender chiede l'aiuto di Leela, la quale accetta solo quando scopre che l'allenatore dell'ultimo avversario di Bender è una vecchia conoscenza con cui ha un conto in sospeso.
- Sottotitolo iniziale: CANDIDATO A 3 GLEMMY
- Guest star: Rich Little (se stesso), Mr. Moviefone (se stesso), Phil LaMarr, Lauren Tom e Tom Kenny (Abner Doubledeal).

## Hai voluto il biciclope?
- Sceneggiatura: Eric Kaplan
- Regia: Susan Dietter
- Messa in onda originale: 19 marzo 2000
- Messa in onda italiana: 21 novembre 2000

I membri della Planet Express navigano in un ambiente di realtà virtuale che rappresenta l'internet del futuro, e durante un furioso deathmatch di qualche sparatutto online Leela intravede un altro esponente della sua razza. Fatte alcune ricerche, Leela scopre che Alcazar (questo il nome del ciclope) vive su un lontano pianeta e che lei e lui sono gli ultimi superstiti della loro razza. Leela si reca assieme agli altri su questo pianeta e acconsente alla richiesta di Alcazar di sposarlo. Fry e Bender, intanto, girando per il pianeta scoprono che Alcazar è un gigantesco imbroglione: egli è in effetti una creatura mutaforma che ha già ingannato diverse creature spaziali facendo loro credere di essere l'ultimo esponente delle loro razze e convincendole a farsi sposare, per guadagno personale.
- Sottotitolo iniziale: EPISODIO MODIFICATO PER IL VOSTRO SCHERMO PRIMITIVO
- Guest star: David Herman (Alcazar), Phil LaMarr e Lauren Tom.

## L'onore ritrovato
- Sceneggiatura: Bill Odenkirk
- Regia: Mark Ervin
- Messa in onda originale: 2 aprile 2000
- Messa in onda italiana: 23 novembre 2000

Hermes sta per essere promosso a Burocrate di livello 35, ma una rissa causata da Bender mette a soqquadro il suo ufficio: per questo perde la promozione e viene costretto a passare una settimana di vacanza dall'ispettore Morgan Proctor. Proctor (che nonostante il nome è una donna) diventa il nuovo burocrate della Planet Express e si innamora di Fry, proprio perché è così sciatto e quindi in contrasto con il suo lavoro preciso e metodico. Bender scopre la tresca e Proctor, per impedire che si sappia in giro, scarica la memoria del robot su un dischetto che poi nasconde in una pila di documenti. Mentre Fry e gli altri si intrufolano nel quartier generale dei burocrati per cercare la memoria di Bender, Hermes e sua moglie cercano di sopravvivere al pianeta che hanno scelto come destinazione per le vacanze. Nell'episodio molto spesso si scherza sulle strutture burocratiche di molti paesi esagerandone i lati negativi come l'incomprensibile complessità e gli enormi tempi di attesa anche per cose semplici, come un uomo decrepito in fila che afferma di stare aspettando il certificato di nascita.
- Sottotitolo iniziale: COME PREDETTO DA NOSTRADAMUS
- Guest star: Nora Dunn (Morgan Proctor), Phil LaMarr, Lauren Tom e Dawnn Lewis.

## Il mio clone
- Sceneggiatura: Patric M. Verrone
- Regia: Rich Moore
- Messa in onda originale: 9 aprile 2000
- Messa in onda italiana: 28 novembre 2000

Il professor Farnsworth inizia a preoccuparsi della sua mortalità, e per questo crea un clone dodicenne di se stesso chiamato "Cubert", il quale diventerà suo successore. Quando scopre che Cubert non è interessato alla scienza, il professore lo giudica un altro dei suoi esperimenti falliti e quindi accetta il suo destino: essere portato da alcuni robot sulla "Stella vicina alla morte", un pianeta artificiale dove tutte le persone con più di 160 anni sono mandate a morire (si scopre infatti che il professore aveva mentito affermando di avere 150 anni, in realtà ne ha 10 in più). Con l'aiuto di Cubert, Fry e gli altri tentano di sottrarre Farnsworth al suo destino.
- Sottotitolo iniziale: IN ARRIVO IL DVD ILLEGALE (TV)/PROSSIMAMENTE SU UN DVD ILLEGALE (DVD)
- Guest star: Kath Soucie (Cubert Farnsworth), Phil LaMarr, Lauren Tom e David Herman.

## Profondo Sud
- Sceneggiatura: J. Stewart Burns
- Regia: Bret Haaland
- Messa in onda originale: 16 aprile 2000
- Messa in onda italiana: 30 novembre 2000

I membri della Planet Express vanno a pesca e Bender lancia in mare un amo enorme legato a un filo indistruttibile: un pesce gigantesco abbocca e trascina l'astronave sott'acqua. Grazie a speciali pillole ideate dal prof. Farnsworth, Leela e la ciurma riescono a camminare sul fondo del mare, scoprendo anche una civiltà di uomini-pesce...che si rivelerà essere la città di Atlanta, sprofondata in seguito a un cataclisma! La caffeina sprigionata dagli stabilimenti della Coca-Cola ha fatto il resto, potenziando nel corso delle generazioni la trasformazione degli abitanti di Atlanta in tritoni e sirene. Fry conosce la sirena Ambrielle e se ne innamora, ma la vita sottomarina non è semplice...
- Sottotitolo iniziale: UN DURO AVVERTIMENTO DI CIÒ CHE ACCADRÀ (TV) / UN MONITO DI CIÒ CHE CI ASPETTA (DVD)
- Guest star: Parker Posey (Ambrielle), Donovan (se stesso), Phil LaMarr, Lauren Tom e David Herman.

## La benda e la banda
- Sceneggiatura: Eric Horsted
- Regia: Peter Avanzino
- Messa in onda originale: 30 aprile 2000
- Messa in onda italiana: 5 dicembre 2000

Bender si unisce alla mafia robotica, ma uno dei suoi incarichi sarà dover sequestrare un carico di sigari pregiati...alla Planet Express! Bender deve quindi destreggiarsi nel doppio ruolo di rapinatore e rapinato, aiutato dal fatto che Leela è rimasta temporaneamente accecata da un incidente e Fry è stato legato dai mafiosi.
- Sottotitolo iniziale: IN SIMULTANEA CON LE FANTASIE DEI PAZZI (TV)/ IN SIMULCAST SULLE OTTURAZIONI DEI MATTI (DVD)
- Guest star: Phil LaMarr, Lauren Tom e Tom Kenny (Joey Mousepad).

## Il cibo parlante
- Sceneggiatura: Patric M. Verrone e Darin Henry
- Regia: Chris Suave e Gregg Vanzo
- Messa in onda originale: 7 maggio 2000
- Messa in onda italiana: 7 dicembre 2000

Su un lontano pianeta i membri della Planet Express trovano degli strani snack molto gustosi e li esportano sulla Terra, dove vengono chiamati "scrocchiazeppi" (popplers). Questi snack diventano estremamente popolari, ma si scopre che in realtà non sono cibo, bensì la fase embrionale degli abitanti di Omicron Perseo VIII. Il re degli Omicroniani arriva sulla Terra deciso a fare una strage per questo oltraggio, ma si cerca di negoziare...
- Sottotitolo iniziale: SOLO PER USO ESTERNO
- Guest star: Phil Hendrie, Phil LaMarr e Lauren Tom.

## Il giorno della mamma
- Sceneggiatura: Lewis Morton
- Regia: Brian Sheesley
- Messa in onda originale: 14 maggio 2000
- Messa in onda italiana: 12 dicembre 2000

Mamma viene festeggiata da moltissimi robot in occasione della Festa della mamma, dato che è la proprietaria della più grande fabbrica di robot. In questa occasione però li porta tutti sotto il suo controllo grazie a un chip nascosto, causando il caos ovunque. I membri della Planet Express decidono di sfruttare l'influenza del Professore, un tempo amante di Mamma, per convincerla a far cessare questa follia.
- Sottotitolo iniziale: PROVATO SULLE LARVE, APPROVATO DALLE PUPE
- Guest star: Nicole St. John (biglietto d'auguri elettronico), Phil LaMarr, Lauren Tom e Dve Herman.

## Il gioco del Se Fossi...
- Sceneggiatura: David X. Cohen, Ken Keeler, Eric Horsted
- Regia: Chris Louden e Rich Moore
- Messa in onda originale: 21 maggio 2000
- Messa in onda italiana: 14 dicembre 2000

Il professore inventa un marchingegno che mostra che cosa succederebbe se...
1. ...Bender fosse un gigante alto 500 piedi (parodia de Il gigante di ferro e uno "scontro di titani" tra lui e uno Zoidberg ingigantito nello stile dei film di Godzilla)
2. ...Leela fosse più impulsiva (parodia dei gialli in stile Cluedo con lei che uccide quasi tutti i membri della Planet Express)
3. ...Fry non fosse stato ibernato (causerebbe uno sconvolgimento nel continuum spazio-temporale che porterebbe alla distruzione dell'universo).

- Sottotitolo iniziale: FATICOSAMENTE DISEGNATO DAVANTI AD UN PUBBLICO IN STUDIO
- Guest star: Al Gore (se stesso), Stephen Hawking (se stesso), Gary Gygax (se stesso), Nichelle Nichols (se stessa), Richard Nixon, Phil LaMarr, Lauren Tom, David Herman, Kath Soucie (Cubert Farnsworth) e Frank Welker.

## La macchina satanica
- Sceneggiatura: Ken Keeler
- Regia: Susie Dietter
- Messa in onda originale: 5 novembre 2000
- Messa in onda italiana: 9 ottobre 2001

Uno zio di Bender muore e gli lascia in eredità il suo castello gotico, a condizione che ci passi una notte. Bender, però, viene speronato da una macchina misteriosa e da quel momento ogni notte di luna piena si trasforma in una pericolosa "Auto-che-era" (traduzione errata per were-car, ovvero "auto mannara"). Toccherà a Fry risolvere questa situazione, andando alla ricerca dell'Auto-che-era originale e cercando di scoprire come spezzare la maledizione.
- Sottotitolo iniziale: INSERIRE IL TUBO CATODICO NEL NASO PER L'IDENTIFICAZIONE (TV) / UTENTI PUZZO-VISONE INSERIRE TUBI NELLE NARICI ORA (DVD)
- Guest star: Lauren Tom.
- Curiosità: al minuto 4.50, quando Bender legge il numero binario che appare sul muro, se convertito in decimale ciò che appare nello specchio (1010011010) il risultato sarà 666; la macchina nella quale Bender si trasforma, è identica alla Lincoln Continental Mark III del film La macchina nera del 1977.

## Guerra dell'altro mondo
- Sceneggiatura: Eric Horsted
- Regia: Ron Hughart
- Messa in onda originale: 26 novembre 2000
- Messa in onda italiana: 6 dicembre 2002

Fry e Bender si arruolano nell'esercito della Terra per godere degli sconti riservati ai soldati; sfortuna vuole che subito dopo la Terra dichiari guerra ad un pianeta di alieni a forma di sfera. Leela, preoccupata per la loro incolumità, si traveste da uomo poiché l'esercito non accetta donne e sotto il nome di "Lee Lemon" si fa arruolare. Durante un combattimento, Fry viene degradato per codardia, mentre Bender, che si è lanciato su una bomba per evitare che colpisse altri soldati, diventa un eroe.
Intanto, la testa di Richard Nixon manda Bender (dopo essere stato riparato) e la testa di Henry Kissinger a negoziare con i capi alieni: Leela però, origliando, scopre che il piano di Nixon e Zapp Brannigan (comandante del plotone) è quello di far esplodere una bomba potentissima inserita nel corpo di Bender, la quale dovrebbe innescarsi quando il robot pronuncerà la sua parola preferita...
- Sottotitolo iniziale: APPOGGIARE GLI OCCHI ALLO SCHERMO PER CHIRURGIA LASER A BASSO COSTO
- Guest star: Phil LaMarr e Lauren Tom.

## Un amore sbucato dal passato
- Sceneggiatura: J. Stewart Burns
- Regia: Mark Ervin
- Messa in onda originale: 3 dicembre 2000
- Messa in onda italiana: 6 novembre 2001

Fry e Bender prendono "in prestito" l'astronave della Planet Express per fare un giro del mondo, solo che la sede dell'azienda è ancorata alla navetta e pertanto riceve danni ingenti. Il professore li licenzia entrambi, ma anche Leela perché si era scordata le chiavi nel cruscotto. Quando Leela re-impianta i "chip della carriera" a sé e agli amici, commette un errore e per questo viene destinata a fare la fattorina per una pizzeria, mentre Fry prende il suo posto come responsabile della criogenia. A questo punto egli scopre che una delle persone che dovranno essere scongelate è Michelle, la sua fidanzata negli anni '90. La ragazza non riesce ad abituarsi al futuro, così Fry decide di congelarsi nuovamente per 1000 anni insieme a lei per provare le sue stesse sensazioni...
- Sottotitolo iniziale: NON È UN SOSTITUTO PER L'INTERAZIONE UMANA (TV)/NON UN SOSTITUTO PER I RAPPORTI UMANI (DVD)
- Guest star: Kath Soucie (Michelle), Phil LaMarr, Lauren Tom e Tress MacNeille.